# Приріт сенегальський
Приріт сенегальський (Batis senegalensis) — вид горобцеподібних птахів прирітникових (Platysteiridae).

## Поширення
Вид поширений в Західній Африці з півдня Мавританії до центральної частини Камеруну та заходу Чаду. Населяє низькі сухі колючі чагарники, слабооброблені луки та лісисті савани, включаючи відкриті ліси акації та баобаба.